# Apache (cohete)

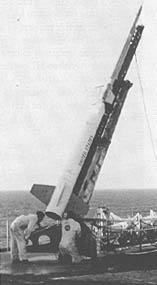
Technicians ready a Nike-Apache on board USNS Croatan (T-AKV-43), Wallops Flight Center mobile range facility

Apache fue el nombre utilizado por un modelo de cohetes sonda estadounidenses de combustible sólido desarrollado a finales de los años 1950 como versión mejorada del Cajun. Entre las mejoras se incluían el uso de poliuretano aluminizado como propelente y el uso de un recubrimiento fenólico en la tobera de acero.
Se utilizó tanto en solitario, como cohete de una sola etapa, como en combinación con otros cohetes, usado como etapa superior.

## Versiones

### Nike Apache
Fue el cohete sonda más popular de principios de los años 1960. Usaba una primera etapa Nike, con el Apache como etapa superior. Se lanzaron 826 Nike Apache, con 38 fallos. El primero de ellos fue lanzado el 18 de marzo de 1958 y el último el 28 de noviembre de 1980.

#### Especificaciones
- Carga útil: 36 kg
- Apogeo: 200 km
- Empuje en despegue: 217 kN
- Masa total: 728 kg
- Diámetro: 0,42 m
- Longitud total: 8,31 m
- Envergadura: 1,52 m

### Bullpup Apache
Constaba de dos etapas, una principal Bullpup y una superior Apache. Fue lanzado cuatro veces, la primera el 24 de noviembre de 1970 y la última el 29 de marzo de 1972.

#### Especificaciones
- Apogeo: 50 km
- Empuje en despegue: 111 kN
- Masa total: 400 kg
- Diámetro: 0,3 m
- Longitud total: 7 m